# Hatice Akyün

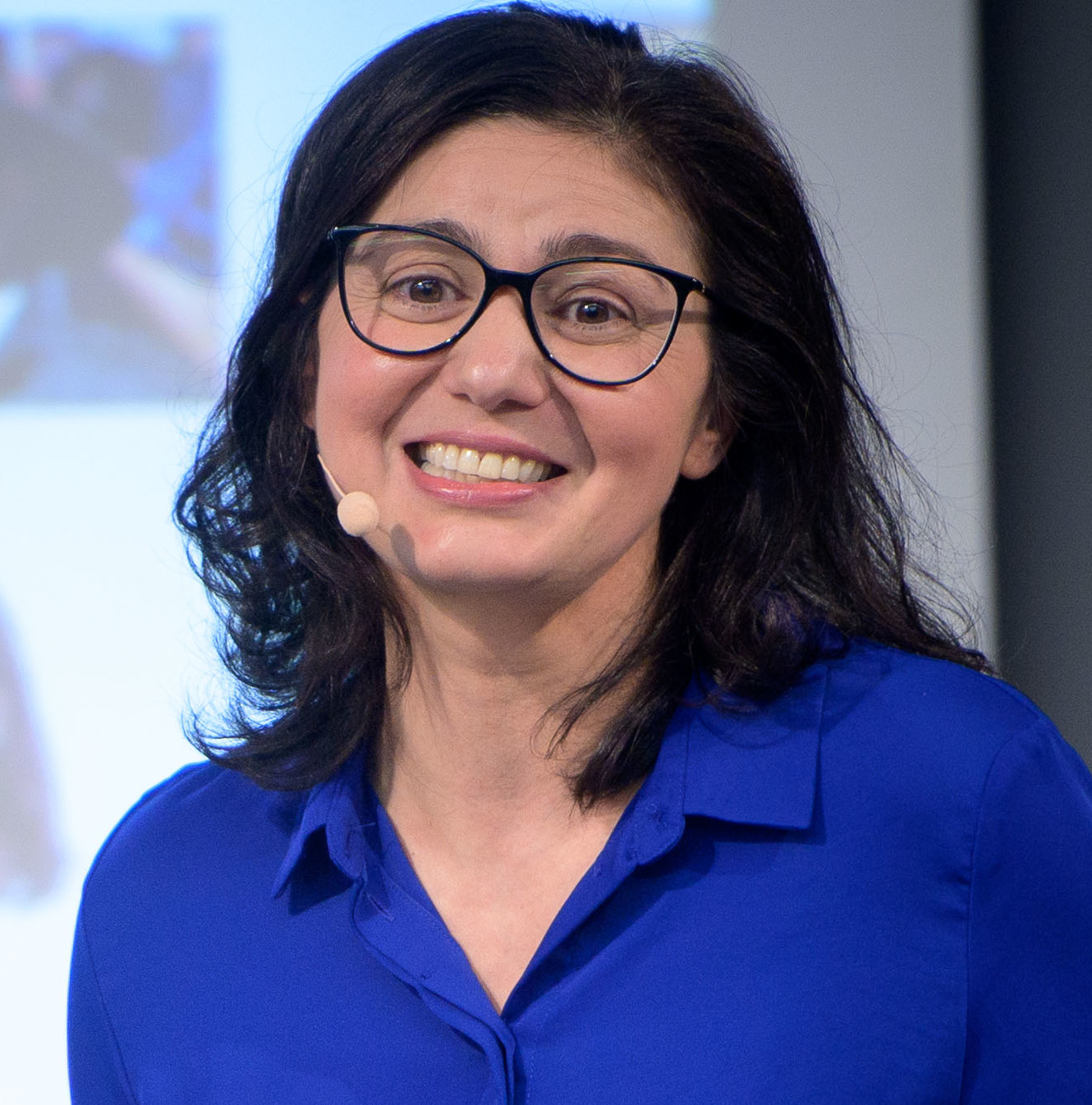
Hatice Akyün, 2019

Hatice Akyün (* 15. Juni 1969 in Akpınar, Türkei) ist eine deutsche freie Journalistin und Schriftstellerin. Bekannt ist sie u. a. für ihre Kolumne „Ansichtskater“ beim Tagesspiegel.

## Leben
Hatice Akyün wurde 1969 im anatolischen Dorf Akpınar Köyü rund 150 Kilometer südöstlich von Ankara geboren. 1972 zog sie mit ihren Eltern und einer älteren Schwester nach Duisburg, wo ihr Vater, ein Landwirt, begann, als Bergmann zu arbeiten. Sie lernte Deutsch mit Grimms Märchen und sagt von sich, dass ihr „Herz deutsch und ihre Seele türkisch“ sei.
Nach der Mittleren Reife machte Akyün eine Ausbildung zur Justizangestellten beim Amtsgericht in Duisburg. Anschließend holte sie ihr Abitur nach. Nach einem Jahr als Au-pair in New York begann sie ein Studium der Betriebswirtschaft an der Heinrich-Heine-Universität Düsseldorf. Zugleich arbeitete sie als freie Journalistin für die Lokalredaktion der Westdeutschen Allgemeinen Zeitung. Nach einem Volontariat zog sie im Jahr 2000 nach Berlin und arbeitete als Society-Reporterin für die Zeitschrift Max.
Ein Scoop gelang ihr mit dem Skandalinterview, das sie mit der damaligen Ehefrau des Schweizer Botschafters in Berlin, Shawne Fielding Borer, führte. Für ein Fotoshooting setzte diese sich in der Botschaft auf ein Pferd. Das Interview und die Fotos lösten in der Schweiz einen Skandal aus.
Im Jahr 2007 brachte Akyün eine Tochter zur Welt. Nach einem kurzen Aufenthalt in Hamburg lebt sie seit 2009 wieder in Berlin. In den letzten Jahren, vor allem seit der von Thilo Sarrazin entfachten Debatte, meldet sich Akyün auch verstärkt in Sachen Integration zu Wort. 2011 äußerte sie in einem Interview sogar, sie denke daran, in die Türkei auszuwandern: „Ich möchte nicht, dass meine Tochter irgendwann aus der Schule nach Hause kommt und erzählt: Mama, die sagen, ich bin dumm, weil ich Türkin bin. Ich will nicht, dass sie das Gefühl bekommt, nicht zu diesem Land zu gehören.“
Im Jahre 2009 wurde Akyün mit dem Duisburger Preis für Toleranz und Zivilcourage ausgezeichnet. Die Jury aus Vertretern verschiedener Bereiche des öffentlichen Lebens würdigte das Engagement der Autorin für Toleranz und für die wichtige Bedeutung der Sprache bei der Integration.
Am 12. Mai 2009 wurde Akyüns Blog auf westropolis.de „Neulich in der Parallelwelt“  mit 25 anderen Blogs vom Grimme-Institut für den Grimme-Online-Award 2009 nominiert.
Innerhalb des VOX-Formats Frauenzimmer (2009) war Akyün drei Wochen lang auch regelmäßig im deutschen Fernsehen zu sehen.
Seit 2010 ist sie in der Jury des Franz-Hessel-Preises. Er ist ein deutsch-französischer Literaturpreis, der jährlich verliehen wird.
Akyün war 2011 in der Jury des Nachwuchsfilmpreises „First Steps“ in der Kategorie „Dokumentation“, der von der Deutschen Filmgesellschaft jährlich verliehen wird. Bei der Preisverleihung am 23. Juli 2011 hielt sie die Laudatio für den Gewinner.
Für das Festivalorchester Deutschland-Türkei des Young Euro Classics übernahm sie 2011 die Patenschaft.
Am 9. Dezember 2011 bekam Akyün gemeinsam mit der Sozialwissenschaftlerin Naika Foroutan den Berliner Integrationspreis verliehen. Den Preis vergab die Jury für „ihre herausragenden Beiträge zur aktuellen Debatte um Einwanderung und Integration und ihr Engagement für ein demokratisches Miteinander“. Der Integrationspreis wird jährlich vom Landesbeirat für Integrations- und Migrationsfragen Berlin ausgelobt. 2011 waren Berlinerinnen und Berlin gesucht, die sich, so der Ausschreibungstext, „durch Beiträge und Initiativen in der Öffentlichkeit um die Versachlichung der Debatte zur Einwanderung verdient gemacht und damit der Stigmatisierung von Einwanderergruppen entgegen gewirkt haben.“
Im Herbst 2013 bekam sie den Sonderpreis für Toleranz und Integration der Initiative Hauptstadt Berlin und 2017 den Helmut-Sontag-Preis verliehen.
Im Juni 2021 bekam sie den Theodor-Wolff-Preis für Journalismus in der Kategorie „Meinung“ zugesprochen. Die Jury würdigte Akyüns ebenso „klare wie emotional argumentierte Reflexion“ über das Leben als „Vorzeigemigrantin“. Sie problematisiere in dem Text „Raus aus der Manege“ klug am eigenen Beispiel Fragen der Identität und Gleichberechtigung, ohne schnelle Lösungen anzubieten.

## Werk
Seit dem Jahre 2003 arbeitet Akyün als freie Autorin und schrieb bzw. schreibt unter anderem für den Spiegel, Emma und den Tagesspiegel.
Sie verfasste für den Spiegel die Titelgeschichte Allahs rechtlose Töchter und die Reportagen Eine Stadt wie ein Versprechen über junge türkische Akademikerinnen in Istanbul und Der Denkzettel über den Solinger Brandanschlag.
Im Jahre 2005 veröffentlichte sie den 2013 verfilmten biografischen Roman Einmal Hans mit scharfer Soße, den sie auch für ein gleichnamiges Hörbuch las. 2008 erschien die Fortsetzung Ali zum Dessert, in der sie über ihr deutsch-türkisches Leben als Mutter schreibt. Im Jahre 2013 führte sie ihre autobiografische Buchreihe fort mit ihrem dritten Buch mit dem Titel Ich küss dich, Kismet, in welchem sie über ihren Versuch der Auswanderung in die Türkei berichtet, nachdem die als fremdenfeindlich empfundene Integrationsdebatte um Thilo Sarrazin bei ihr Zweifel an ihrer und ihrer Tochter Zukunft in Deutschland geweckt hatte.
Von März 2011 bis Dezember 2014 schrieb Akyün im Tagesspiegel eine wöchentliche Kolumne, die Meine Heimat hieß und freitags erschien. In ihr berichtete sie über das Leben in einer Großstadt aus dem Blickwinkel einer Zugewanderten. Sie setzte sich mit dem Alltag ihrer Mitmenschen mit und ohne Migrationshintergrund in der Metropole Berlin auseinander. Die Kolumne umfasste auch das Thema Integration im weitesten Sinn. Akyün schrieb mit Ironie und Humor über ihr Leben in der deutschen und türkischen Kultur, das in ihren Geschichten aber nicht sehr unterschiedlich ist. Sie schrieb z. B. über Mütter, deren Probleme sich gleichen, auch wenn die Mütter aus verschiedenen Regionen der Welt stammen. Integration sei etwas, das eben nicht auf dem Papier passiere, sondern auch auf dem Spielplatz nebenan. Oft ging es in den Kolumnen um das Leben, die Liebe, Pannen und Peinlichkeiten, Größe und Kleinmut, Hoffnung und Enttäuschung und darum, sich selbst treu zu bleiben. Das alles drehte sich um die Lebensweisheiten ihres türkischen Vaters, der am Ende ihrer Kolumnen stets den passenden Satz zum Thema sagte.
Ab Mai 2017 war sie Kolumnistin der Bild am Sonntag und seit Februar 2019 ist sie erneut Kolumnistin beim Tagesspiegel. Ihre Kolumne Ansichtskater erscheint alle zwei Wochen am Samstag.
Seit April 2021 ist sie außerdem Editor at Large als ressortübergreifende freie Mitarbeiterin in der neu aufgelegten deutschen Ausgabe des Esquire Magazins.

## Positionen
In der so genannten Integrationsdebatte, insbesondere in der Debatte um die in Deutschland breit diskutierten Thesen Thilo Sarrazins, Heinz Buschkowskys, Ralph Giordanos oder Necla Keleks, hat Akyün immer wieder öffentlich deren vielfach behauptete Verantwortlichkeit für den in Deutschland erkennbaren Rassismus und für Rechtsextremismus betont, etwa jenen der Terrorgruppe NSU: „Diese Rechtsradikalen, die die Gewalt vollstrecken, fühlen sich ja als Erfüllungsgehilfen der Mehrheit. Auch die NSU hat das ja gesagt: ‚Taten statt Worte!‘. Und ein Herr Sarrazin oder ein Herr Buschkowsky, auch eine Frau Kelek oder auch Herr Giordano, die das immer wieder unterfüttern, geben diesen Rechtsradikalen, die gewaltbereit sind, ja immer wieder neues Futter zu sagen: 'Guckt mal, wir haben ja Recht!'“

## Schriften
- Einmal Hans mit scharfer Soße. Goldmann, München 2005, ISBN 978-3-442-31094-4.
- Ali zum Dessert. Goldmann, München 2008, ISBN 978-3-442-31147-7.
- Ich küss dich, Kismet. Kiepenheuer & Witsch, Köln 2013, ISBN 978-3-462-04568-0.
- Verfluchte anatolische Bergziegenkacke. Oder wie mein Vater sagen würde: Wenn die Wut kommt, geht der Verstand. Kiepenheuer & Witsch, Köln 2014, ISBN 978-3-462-04699-1.

## Verfilmungen
- Einmal Hans mit scharfer Soße, 2014, Regie: Buket Alakuş